# Brute Force (film 1914)
Brute Force è un cortometraggio muto del 1914 diretto da D.W. Griffith.

## Trama
Un giovane gentiluomo si addormenta leggendo un libro sugli uomini primitivi: sogna di vivere ai tempi dell'uomo delle caverne e si trova al centro di avventure spaventose, con tribù nemiche all'attacco e mostri alati che minacciano i suoi. Riuscirà a vincere i mostri utilizzando una nuova arma: l'arco e le frecce.

## Produzione
Il film fu prodotto dalla Biograph Company. Venne girato a Los Angeles, a Chatsworth Park.

## Distribuzione
Distribuito dalla General Film Company, il film - un cortometraggio in due bobine - fu presentato nelle sale cinematografiche statunitensi il 25 aprile 1914. Ne venne fatta una riedizione che uscì nel 1915.